# Emberiza cioides
El escribano de Brandt o escribano siberiano (Emberiza cioides) es una especie de ave paseriforme de la familia Emberizidae nativa del este Asia.

## Distribución
Se reproduce en el sur de Siberia, el norte y el este de China, el este de Kazajistán, Kirguistán, Mongolia, Corea y Japón. Hay varios registros de esta especie en Europa, pero muchos de ellos son considerados como escapes de cautividad en lugar de vagabundos genuinos. Vive en hábitats secos, tales como matorrales, campos agrícolas, pastizales y bosques abiertos.

## Comportamiento
Construye su nido a baja altura en arbustos o en el suelo. La hembra pone de tres a cinco huevos que son incubados durante 11 días. Las aves jóvenes abandonan el nido 11 días después de la eclosión. Las parejas son monógamos y utilizan la misma área para la cría por varios años en consecutivos.

## Subespecies
Se reconocen cinco subespecies:
- Emberiza cioides castaneiceps Moore, 1856, Corea y China.
- Emberiza cioides cioides Brandt, 1843, montes Altái a Transbaikalia y Mongolia.
- Emberiza cioides ciopsis Bonaparte, 1850, islas Kuriles y el archipiélago japonés.
- Emberiza cioides tarbagataica Sushkin, 1925, Asia Central.
- Emberiza cioides weigoldi A. Jacobi, 1923, este de Transbaikalia a Manchuria, norte de Corea.